# Doriane Gravier
Doriane Gravier (1997) è un'ex sciatrice alpina francese.

## Biografia
Attiva in gare FIS dal gennaio del 2014, la Gravier ha esordito in Coppa Europa il 31 gennaio 2014 a Serre Chevalier in supergigante (64ª). Il 4 febbraio 2015 ha ottenuto a Davos in supergigante il suo miglior piazzamento in Coppa Europa (15ª) e il 25 febbraio 2017 ha disputato la sua ultima gara nel circuito, la discesa libera disputata a Sarentino (33ª). Si è ritirata al termine della stagione 2016-2017 e la sua ultima gara in carriera  è stata una discesa libera FIS disputata a Tignes l'11 aprile, chiuso dalla Gravier all'11º posto; non ha debuttato in Coppa del Mondo né preso parte a rassegne olimpiche o iridate.

## Palmarès

### Coppa Europa
- Miglior piazzamento in classifica generale: 126ª nel 2017

### Campionati francesi
- 1 medaglia:
  - 1 bronzo (slalom parallelo nel 2016)